# Windvleugel

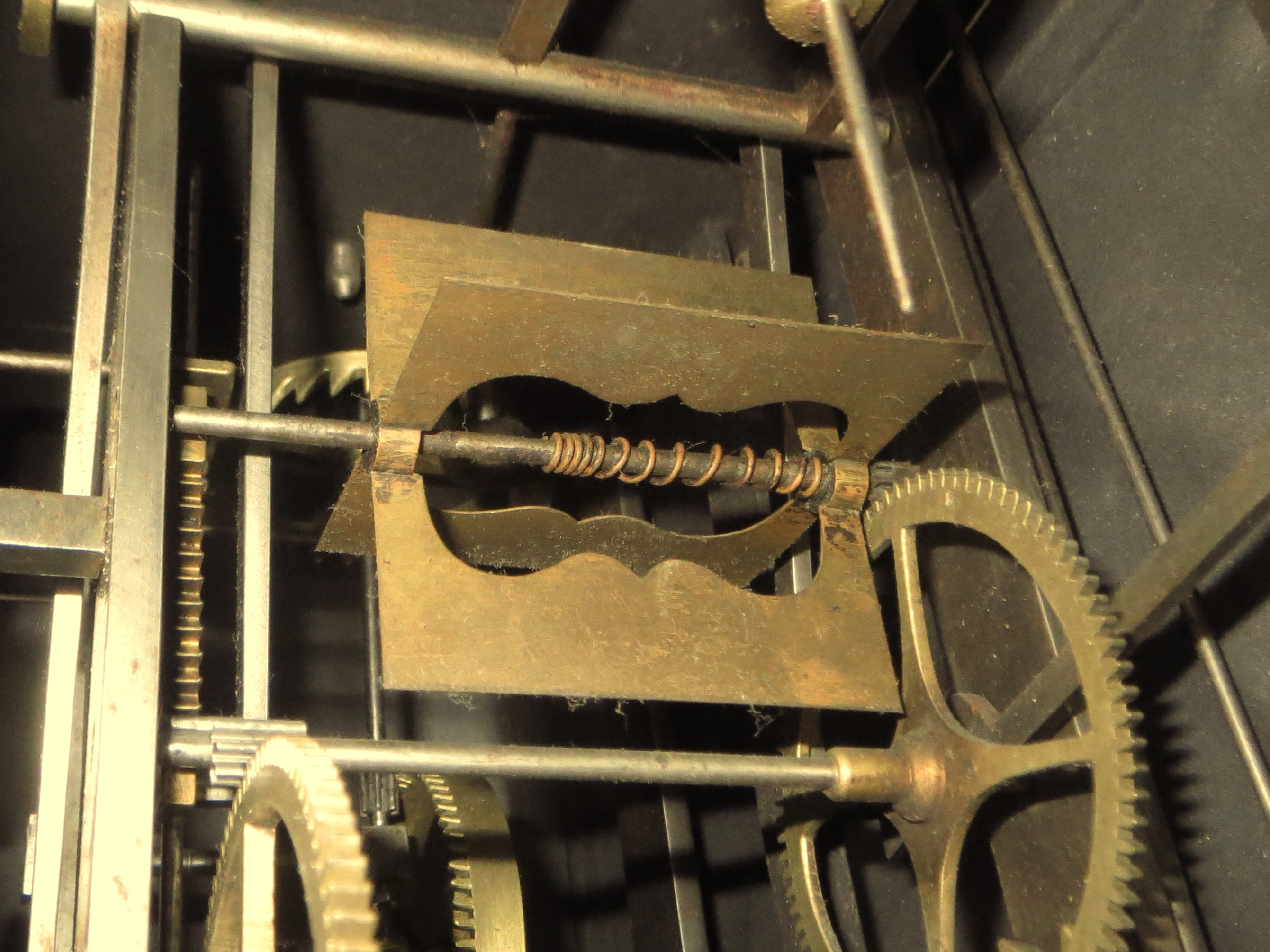
Windvleugel 2 bladen haaks op een as met veerdemping (comtoise klok)

Een windvleugel is een onderdeel van o.a. klokken en muziekdozen dat de luchtweerstand van een roterende vleugel gebruikt om de snelheid van iets (bijv. het slagwerk) te regelen.

## Beschrijving
De eenvoudige windvleugel, Windfang (Duits), Governor fan (Engels), modérateur à air (Frans), 
bestaat uit een dunne rechthoekige plaat die in het midden van de lange zijde op een as is bevestigd.
Een andere variant, de dynamische windvleugel bestaat uit 2 platen 
die door veren verbonden aan twee assen op een tandem zijn bevestigd. 
Bij hogere snelheden wordt door de middelpuntvliedende kracht de stand van de platen veranderd waardoor de weerstandscoëfficiënt (Cd) groter wordt.

## Werking
De draaiende windvleugel ondervindt luchtweerstand die toeneemt met het toerental waardoor het toerental op een zeker moment wordt begrensd.

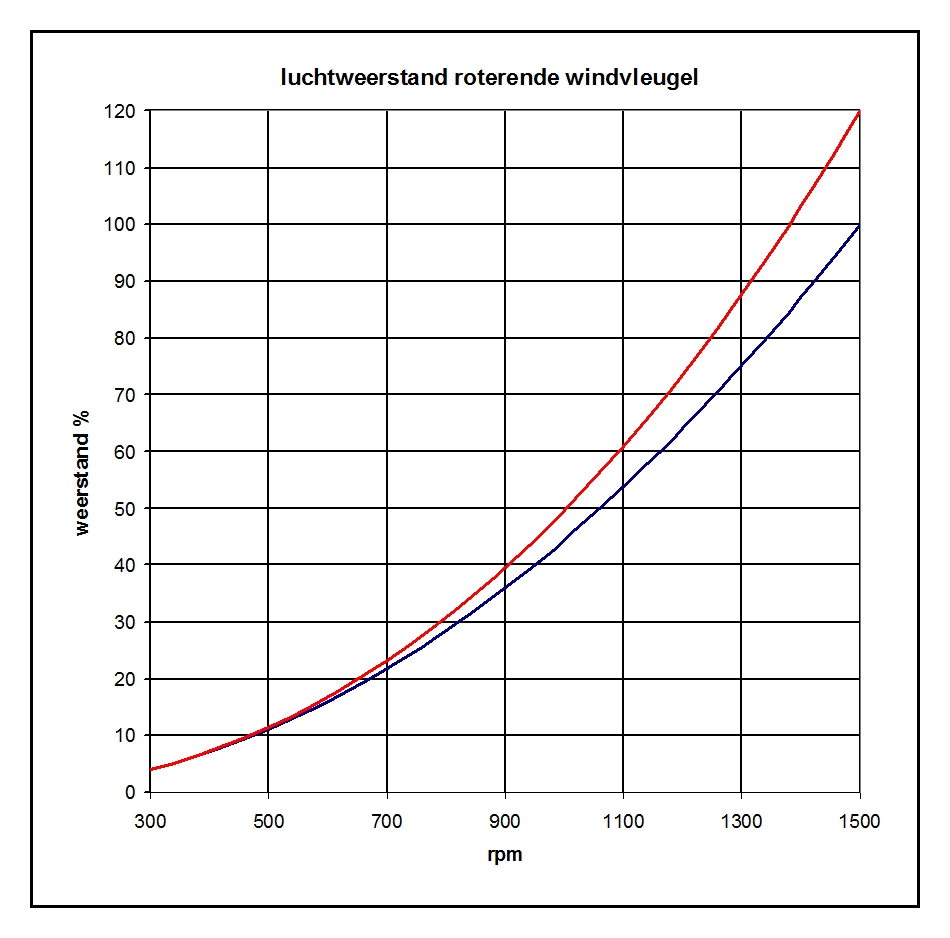
Luchtweerstand roterende windvleugel, de grafiek geeft de luchtweerstand van een gewone vleugel en van een dynamische vleugel met dezelfde afmeting bij toerentallen van 300 - 1500 per minuut.

De luchtweerstand wordt bepaald door de formule : {\displaystyle F_{\mathrm {D} }={\tfrac {1}{2}}\ \rho \ v^{2}\ A\ C_{\mathrm {w} }}
Bij gelijkblijvende factoren : {\displaystyle \rho }, : {\displaystyle A} en : {\displaystyle C_{w}} is de weerstand dus afhankelijk van het kwadraat van : {\displaystyle v}.
De gewone vleugel is meestal niet vast op de as aangebracht maar wordt aangedreven door een veer die bij het op gang komen en stoppen de beweging geleidelijk start en afremt.

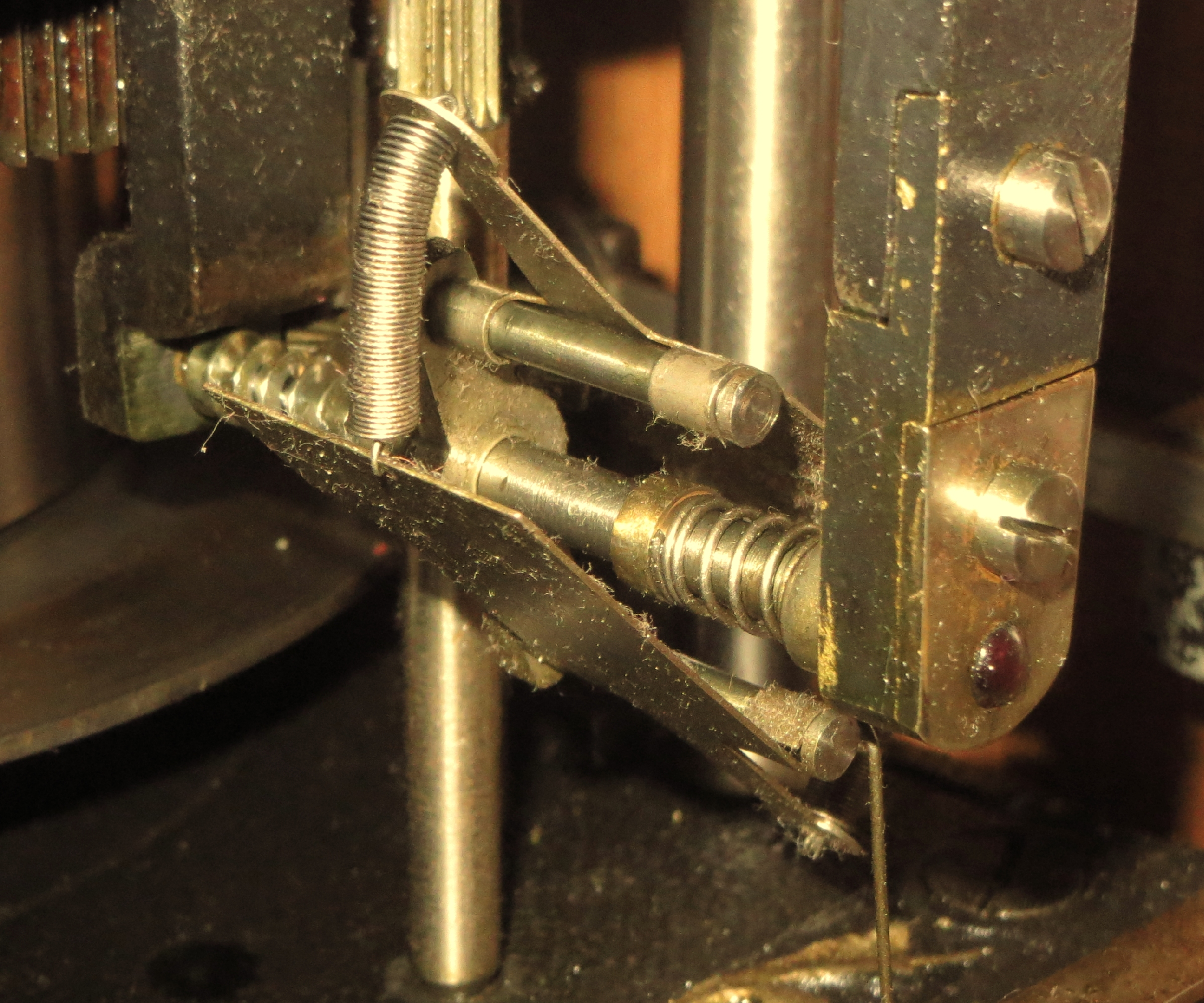
Dynamische windvleugel 2 bladen op tandem (polyphon)
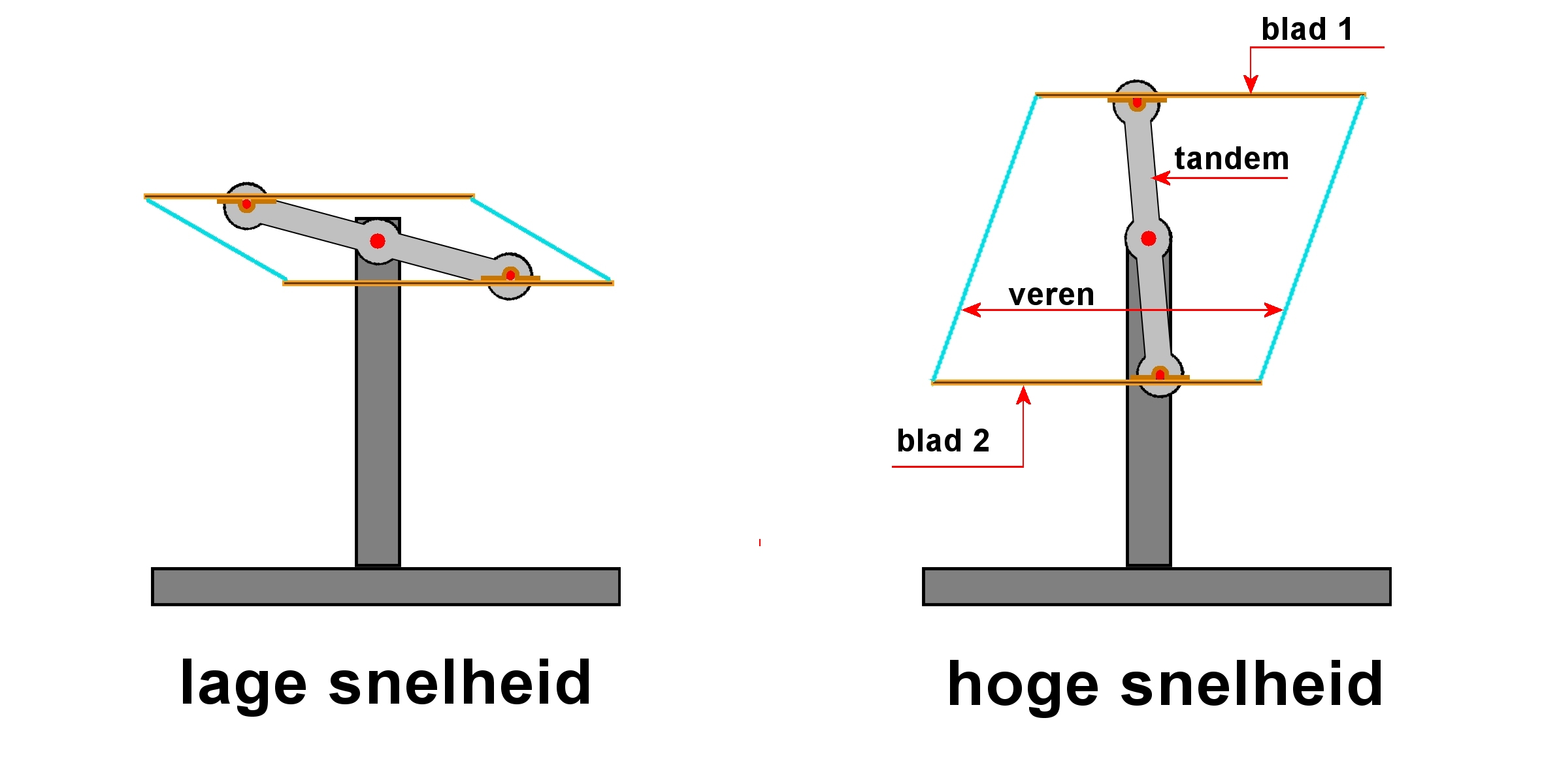
Dynamische windvleugel
- Windvleugel 300 - 1500 rpm (8 keer vertraagd)
Windvleugel animatie, links lage en rechts hoge snelheid